# Прибыслав-Генрих
Прибыслав-Генрих, или Прибислав или Пшибыслав (предположительно ок. 1080 — 1150) правитель стодорян (гавелян) и один из последних славянских правителей Бранибора (будущего Бранденбурга).
Информации о Прибыславе-Генрихе сохранилось немного.
Источники и исследователи сходятся в том, что он был (или стал) христианским правителем, который активно ориентировался на Священную Римскую империю. После его смерти владения получил Альбрехт Медведь, основавший на базе славянского Бранибора (и иных владений Генриха-Прибислава), остатках Северной марки и своих личных владений Бранденбургскую марку.

## Предыстория
В X веке на территории будущего Бранденбурга жили западно-славянские племена лютичей (стодоряне (гавеляне), спреване и др) и часть ободритов (глиняне).
В 928 году король Генрих Птицелов во время покорения полабских славян захватил и славянский Бранибор «с помощью голода, оружия, холода», а его правителя Тугимира крестил и сделал вассалом. Во время славянского восстания 983 года эти земли вновь обрели свободу от империи. Став частью лютического союза племен.
В 1101 году немцы Удо Штаде после четырехмесячной осады вновь завладели Бранибором, взяв под контроль долину Гавелы.
В 1105 году племена брежан и стодорян подняли восстание. А Генрих Бодричский вместе с нордальбингами их разбил. Брежане и стодоряне покорились Генриху, а глиняне его сыну Мстивою.

## Происхождение и появление на исторической сцене

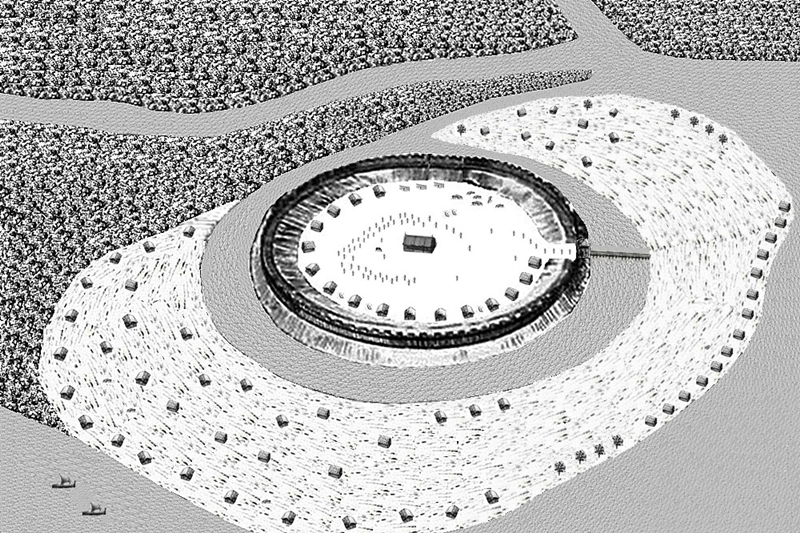
Реконструкция крепости Бранибор

### Происхождение
Дата рождения Прибислава неизвестна и даже год определяется лишь примерно и путем подсчетов. «Хроника князей Саксонии» и «Трактат Генриха Антверпенского о взятии города Бранденбурга» утверждают, что Прибислав был крестным отцом старшего сына Альбрехта Медведя — Оттона. И хотя точная дата рождения Отто не известна, но его родители вступили в брак в 1124 году, а в 1144 году он выступил как соправитель отца.
На основе этого дату рождения Прибислава относят к началу XII века или вплоть до 1080-х годов.

### Родственные связи
Предшественником Прибыслава-Генриха называют Мейнфрида (именуемого князем (comes Slavorum). В каких отношениях они находились с Прибыславом-Генрихом и прочими западно-славянскими правителями существует несколько версий.
По одной Прибыслав-Генрих был младшим братом или сыном Мейнфрида. А вместе они были потомками князя Тугимира который воевал с Генрихом Птицеловом.
Foundation for Medieval Genealogy указывает иную (вероятно ошибочную) версию по которой Прибыслав-Генрих отождествляется с тем Прибыславом (племянником Генриха Бодричкого), что в 1129 году вступил в конфликт с Кнудом Лавардом и был им пленен. А в 1131 году тот Прибыслав получил Вагрскую землю. Но хоть описываемый Гельмондом Прибыслав Вагрский и действует в одно время (1130—1150-е) и на соседних землях, с Прибыславом-Генрихом, но источники и большинство исследователей их не отождествляют.

## Отношения с империей и религиями
Прибыслав первоначально имел только славянское имя. Но после крещения произошедшего в детстве (по мнению Грацианского) или зрелом возрасте («Хроника епископства бранденбургского») он получил и христианское имя — Генрих.
«Трактат Генриха Антверпенского о взятии города Бранденбурга» пишет о том, что в Браниборе люди жители почитали Триглава («Хроника епископства бранденбургского») — там была статуя бога (или богов) с тремя головами.
По словам автора трактата Прибыслав-Генрих всячески стремился распространить христианство. «Хроника епископства бранденбургского» что «король Бранденбурга» став христианином сокрушил этот и другие идолы. Хроника датирует уничтожение Триглава примерно 1147 годом.
Для христианизации своих владений, где он был князем или королем и чеканил свою монету ему нужны были помощники. Прибислав нашел поддержку в лице церкви и феодалов Священной Римской империи.
В 1124 году правителем Нижней Лужицы, а 1134 — Северной Марки стал Альбрехт Медведь. Опираясь на родовые земли расположенные в Ангальте тот стремился расширить свои владения на восток, сделав Северную Марку такой же сильной как во времена Геро.
Немецкие хронисты утверждают, что, так как Прибыслав-Генрих не имел детей, то он планировал своим наследником сделать Альбрехта Медведя, а своему крестнику Оттону в качестве подарка выделил часть державы область Зухия (то есть Заухе — область к югу от реки Гавель, между городами Бранденбург и Потсдам). Lexikon des Mittelalters пишет, что с имперской точки зрения Бранибор и в 1130 годы оставался частью империи входя в Северную марку (пусть и формально). И вступая в отношения с Альбрехтом Медведем Прибыслав-Генрих действовал как вассал восстанавливающий права империи. Поэтому Lexikon des Mittelalters сомневается, что правитель Бранибора мог получить от императора королевскую корону(diadema regni sui) и титул.
Грацианский считает, что область около города Гавельсберга Прибыслав-Генрих передал в 1130 году. Но сыновья Вирикинда, бывшего князя этой земли не согласились с этим решением. И в 1136 году вместе с Ратибором князем Поморским захватили Гавельберг и даже вторглись в Старую Марку владения Альбрехта Медведя. Но тот отбил Гавельсберг.
И Альберт Медведь пользуясь поддержкой Прибыслава-Генриха стал воевать уже те земли что подчинялись или были союзниками померанцев.. Во время вендского крестового похода южная армия крестоносцев из Магдебурга, через Гавельсберг двигалась к Поморью. Крестоносцев поддерживал Прибыслав-Генрих.
И хотя крестоносцы не достигли своих целей и потерпели ряд военных поражений (под Дымином, под Добином) ряд князей (например Ратибор Поморский) были встревожены и пошли на уступки.

## Смерть и её последствия
Перед смертью по совету Виггера, епископа Бранденбургского, согласился положить в ларец с мощами блаженного Петра свою корону. Ларец с короной был отправлен в церковь блаженной девы Марии на горе Лейцкау.

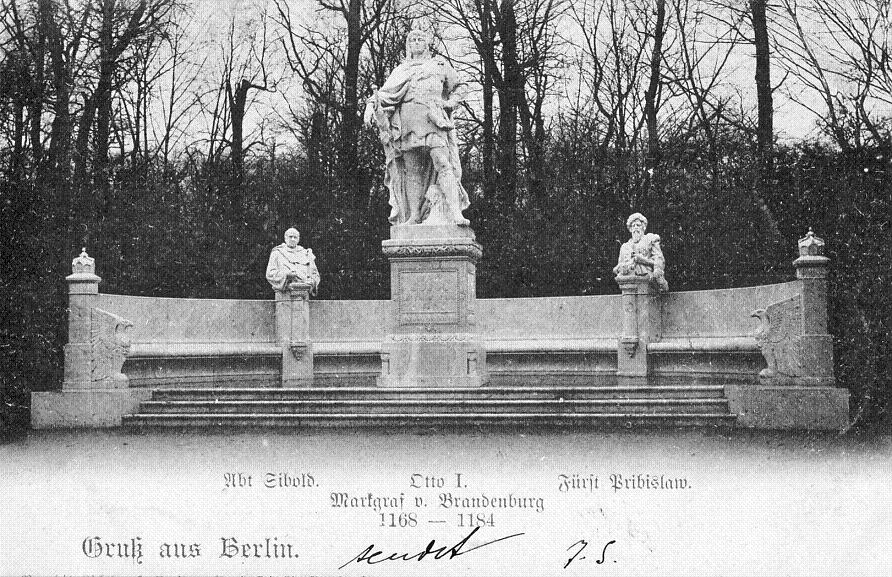
Статуи Виггера (слева), Оттона Бранденбургского (в центре) и Прибыслава (справа) на Аллее Победы в Берлине. Скульптор Макс Унгер, 1898 год

«Хроника князей Саконии» утверждает, что когда Прибыслав умер его жена Петрисса три дня скрывала его смерть и не хоронила мужа дожидаясь когда прибудет с сильным войском Альбрехт Медведь. Немецкие хронисты пишут, что Петрисса выполняла желание и волю Прибыслава-Генриха:

Когда он, удручённый старостью, начал уже дряхлеть, то честно увещевал свою жену о том, что обещал после своей смерти город Бранденбург маркграфу Адальберту.— «Трактат Генриха Антверпенского о взятии города Бранденбурга»
Грацианский ставил под сомнения эти утверждения «сочинённые хронистами» и оценивал в 1943 и 1946 годах данную операцию как воровскую.
Дабы упрочить своё положение в Браниборе Альбрехт Медведь устроил Прибыславу-Генриху пышные похороны, но изгнал из города ряд жителей. Альбрехт обвинял их «в преступном языческом разбое» и «мерзостях идолопоклонства». Грацианский считает, что под этим предлогом были изгнаны многие влиятельные жители И хотя Альбрехт оставил в Браниборе смешанный германо-славянский гарнизон, недовольство населения было велико.
В 1155 году немецкий отряд во главе с графом Конрадом Плоцковским попал в засаду и был уничтожен славянами.
В этом же году из Польше в Бранибор прибыл родственник умершего Прибыслава — Якса. Когда Якса явился к Бранибору он занял город. «Хроника князей саксонских» и «Трактат Генриха Антверпенского…» объясняют это большим войском Якса и подкупом стражей охранявших ворота. Грацианский утверждал, что гарнизон «состоявший частью из славян, не стал защищать город».
Лишь в 1157 году Альбрехту Медведю удалось отбить назад Бранибор. После этого принял титул маркграфа Бранденбургског. Этот момент и считают датой основания Бранденбургской марки.

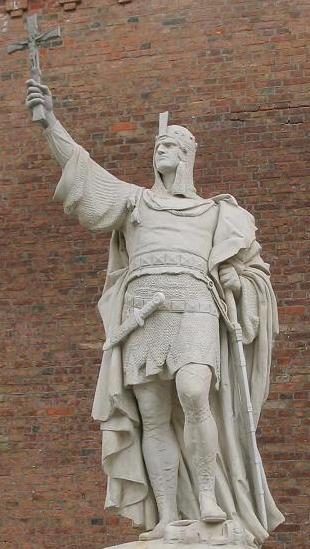
Статуя Альбрехта Медведя в Берлине. 19 век
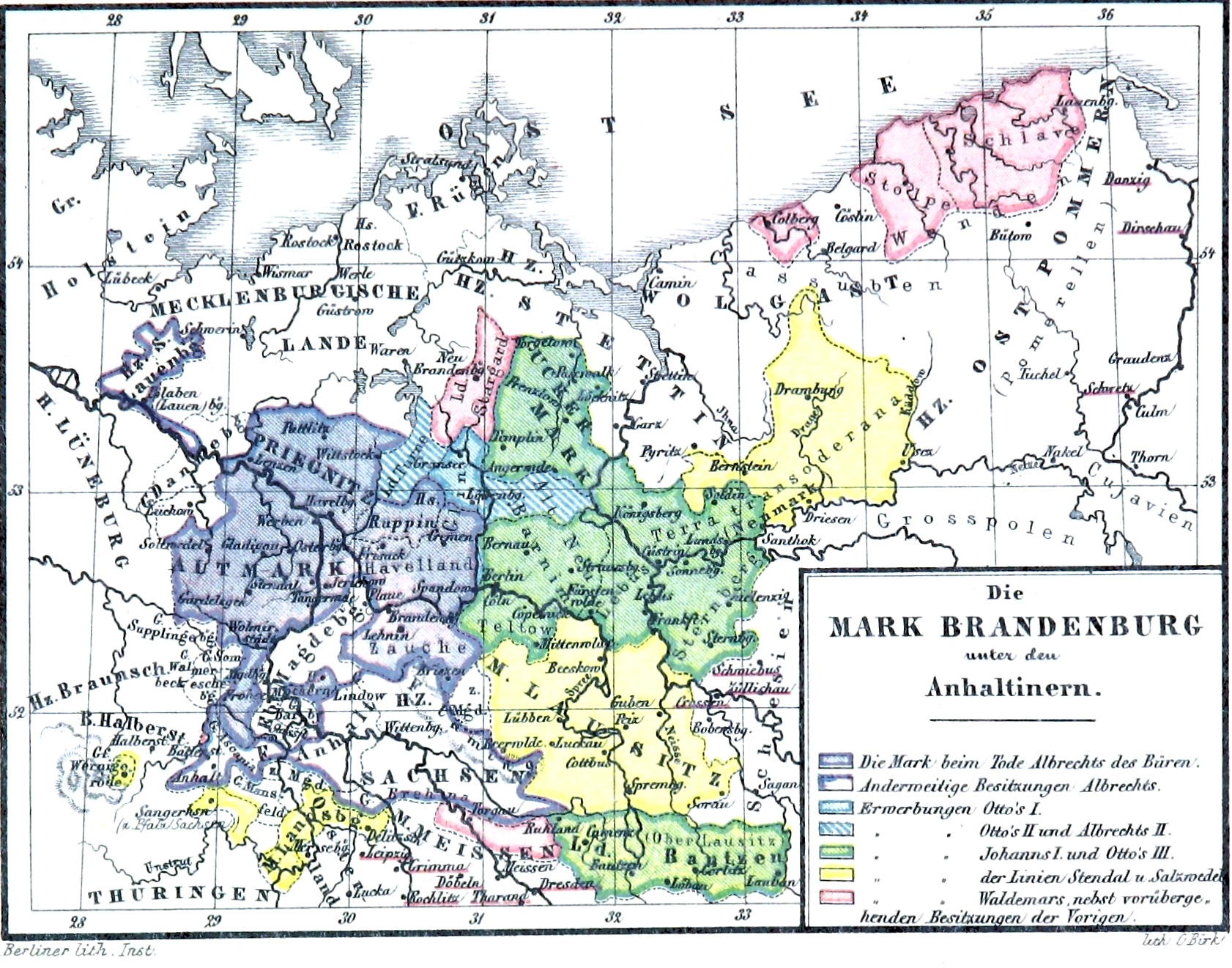
Рост владений Асканиев в Бранденбурге (владения Альбрехта Медведя указаны синим)
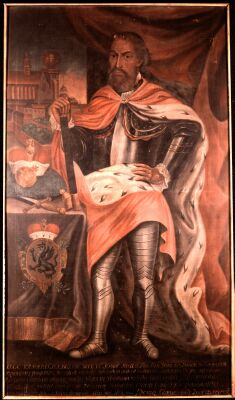
Польский портрет Яксы, нарисованный в Кракове в 1757 году